# Spezifikation
Spezifikation (aus lateinisch specificatio, „Auflistung“, „Verzeichnis“) ist im Vertragsrecht die genaue Bestimmung der Anforderungen des Käufers oder Auftraggebers an die Eigenschaften eines Produktes, einer Leistung, Dienstleistung oder eines Systems.

## Allgemeines
Ziel der Spezifikation ist es, Anforderungen genau zu definieren und, falls möglich, zu quantifizieren (z. B. die Anforderung „Leicht verständliche Gebrauchsanleitung“ ausgedrückt durch: „Ein neuer Benutzer versteht das System in maximal 30 Minuten“). Hiermit kann das Produkt oder die Dienstleistung des Auftragnehmers bei der Übergabe an den Auftraggeber bzw. Käufer durch diesen geprüft und abgenommen werden.
Ein Anbieter kann Spezifikationen in Angeboten nennen; Spezifikationen können auch Teil des Auftrags bzw. der Auftragsbestätigung oder Bestellung sein. Auch Leistungsbeschreibungen dienen der Spezifikation. Der Auftragnehmer oder Verkäufer kann auf dieser Grundlage die Gegenleistung (Zahlung) verlangen, wenn von ihm die spezifizierten Anforderungen erfüllt wurden.

## Rechtsfragen
Die Spezifikation kommt insbesondere in zwei Rechtsgebieten vor, und zwar bei der Vergabe von Bauleistungen und im Zivilrecht.

### Vergabe von Bauleistungen
In § 7a VOB/A heißen die technischen Anforderungen an den Auftragsgegenstand auch Spezifikationen. Im Zusammenhang mit Ausschreibungen gilt das Lastenheft als Anforderungsspezifikation des Auftraggebers, worauf die Auftragnehmer mit korrespondierenden Pflichtenheften als Umsetzungsspezifikation antworten.
In der Praxis enthalten Spezifikationen nicht immer alle Anforderungen an ein Produkt oder eine Dienstleistung. Gesetzliche Anforderungen, wie z. B. das Verbot bestimmter Inhaltsstoffe, werden nicht erwähnt, und ein Grundverständnis eines Durchschnittsverbrauchers wird vorausgesetzt.
Eine Spezifikation ist meist ein technisches Dokument, das jedoch auch zur Absicherung kaufmännischer (Zahlungsbedingungen) oder rechtlicher Belange (Haftung, Gewährleistung) erstellt wird. In diesem Sinne ist es zweckmäßig, eine Spezifikation so abzufassen, dass sie vorwiegend das beschreibt, was man unmittelbar wahrnehmen kann, und nicht, nach welchem Prinzip etwas funktioniert.

### Zivilrecht
Falls die Spezifikation nicht explizit mit der Auftragsvergabe vereinbart wird, z. B. bei einem normalen Kauf eines Massenartikels, kann als Spezifikation die „vereinbarte Beschaffenheit“ (§ 434 Abs. 1 Satz 1 BGB) angesehen werden, zu der sich der Verkäufer z. B. durch einen Produktkatalog oder Werbung verpflichtet hat. Eine Abweichung von der Spezifikation stellt einen Sachmangel dar und löst Gewährleistungsansprüche aus. Beim Werkvertrag ist das Werk frei von Sachmängeln, wenn es die vereinbarte Beschaffenheit hat (§ 633 Abs. 2 BGB). Das gilt auch für spezifizierte Reiseleistungen in Reisekatalogen; die Pauschalreise ist frei von Reisemängeln, wenn sie die vereinbarte Beschaffenheit hat (§ 651i Abs. 2 BGB).
Herstellungshandlungen wie Verarbeitung, Umbildung oder Bearbeitung beweglicher Sachen des § 950 BGB werden in der juristischen Fachsprache ebenfalls als Spezifikation bezeichnet. Es ist die Verarbeitung eines Stoffes zu einer neuen Sache. Hierbei geht es um die Rechtsfrage, wer Eigentum an einer Hauptsache nach deren Verarbeitung erhält, wenn ihre vorherigen Bestandteile verschiedenen Eigentümern gehört haben.

## Algebraische Spezifikation
Eine häufig verwendete Methode zur systematischen Spezifikation von Systemen, vor allem im Hinblick auf einen anschließenden Korrektheitsnachweis, ist die algebraische Spezifikation. Sie wird hauptsächlich zur Spezifikation komplexer Datentypen und darauf definierter Operationen verwendet. Die Methode der algebraischen Spezifikation beruht auf der Beobachtung, dass Datentypen Algebraische Strukturen sind. Als adäquates Instrument zur Beschreibung von Algebren werden allquantifizierte Gleichungen verwendet, die den Effekt der Operationen unabhängig von einer konkreten Repräsentation der Daten spezifizieren.

## Spezifikation in der Informatik
Angelehnt an die allgemeine Definition beschreibt eine Spezifikation in der Softwaretechnik, was von einem System geleistet werden soll. Sie beschreibt:
- die funktionalen Anforderungen (typische Beschreibung: Anwendungsfälle)
- nicht-funktionalen Anforderungen (typische Beschreibung: Datenmodelle)

an ein System.
Demgegenüber steht die Konstruktion, die angibt, wie etwas von einem System gelöst werden soll. Diese beschreibt die Innenansicht des Systems sowie ihre fachliche und technische Struktur. Verwendet werden hierfür unterschiedliche Diagrammtypen, wie z. B. Klassen- oder Komponentendiagramme oder das Entity-Relationship-Modell.

## Spezifikation in der Raumfahrt
In der internationalen Raumfahrt (z. B. Auftraggeber ESA) verwendete Lastenhefte orientieren sich häufig am NASA-Standard, um die internationale Kooperation zu vereinfachen. Es hat sich folgendes Prinzip herausgebildet:
Der Auftraggeber erstellt eine Anforderungsspezifikation (COL-ESA-RQ-001: Columbus System Requirements Specification), die die Missionsanforderungen und Rahmenbedingungen enthält (z. B. es soll ein bemanntes Labormodul für die ISS geliefert werden, das mit dem Space Shuttle dorthin transportiert werden soll);
Der Auftragnehmer antwortet darauf mit einer Implementierungsspezifikation (COL-RIBRE-SPE-0028: Attached Pressurized Module (APM) Specification), die den vom Auftragnehmer gewählten Entwurf spezifiziert (z. B. ein zylinderförmiges Druckmodul mit bestimmtem Durchmesser und Länge).
Der Auftraggeber akzeptiert formell die mehr Details enthaltende Implementierungsspezifikation. Im Falle eines später auftretenden Konflikts hat die Anforderungsspezifikation jedoch Vorrang.
Weiterhin fordert der Auftraggeber in einem Pflichtenheft/Statement of Work (SOW), wie und mit welchen Mitteln das gemäß Anforderungsspezifikation zu liefernde Produkt entwickelt, gefertigt und verifiziert werden soll (Entwicklungslogik, Überprüfungen/Reviews, zu liefernde Dokumente usw.). Der Auftragnehmer antwortet mit verschiedenen Plänen (Entwicklungsplan/Design and Development Plan, Fertigungsplan, EMC Kontrollplan usw.), die im Detail die Umsetzung des SOW beschreiben (z. B. wer das Protokoll einer Besprechung schreibt und in welchem Zeitrahmen die beteiligten Parteien zustimmen müssen).
Es ist zu beachten, dass diese Definition nicht den  DIN-Definitionen entspricht.